# Saint-Jean-de-la-Ruelle
Pour les articles homonymes, voir Saint-Jean.
Saint-Jean-de-la-Ruelle est une commune française située dans le département du Loiret en région Centre-Val de Loire.
Elle se situe sur la rive droite de la Loire dans le périmètre inscrit au patrimoine mondial de l'UNESCO.

## Géographie

### Localisation

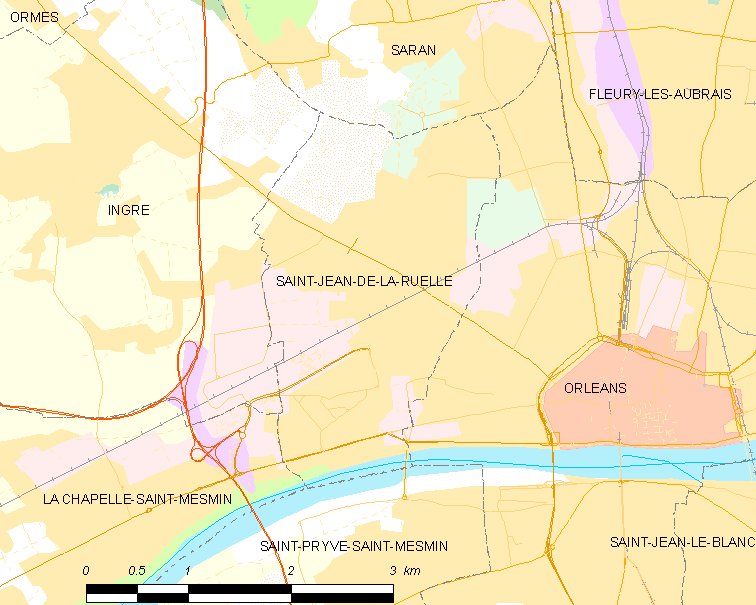
Carte de la commune de Saint-Jean-de-la-Ruelle et des communes limitrophes.

La commune de Saint-Jean-de-la-Ruelle se trouve dans le quadrant nord-ouest du département du Loiret, dans la région agricole du Val de Loire et l'aire d'attraction d'Orléans. À vol d'oiseau, elle se situe à 2,5 km  d'Orléans, préfecture du département du Loiret. La commune fait partie du bassin de vie d'Orléans.

### Communes limitrophes
Les communes les plus proches sont : Orléans (2,5 km), Saint-Pryvé-Saint-Mesmin (3 km), Ingré (3,5 km), La Chapelle-Saint-Mesmin (3,7 km), Fleury-les-Aubrais (3,9 km), Saran (4,6 km), Saint-Jean-le-Blanc (4,7 km), Olivet (5,4 km), Ormes (5,7 km) et Saint-Hilaire-Saint-Mesmin (6,1 km).

### Géologie

Carte géologique de la commune de Saint-Jean-de-la-Ruelle.
Fz : Alluvions récentes des lits mineurs (Holocène)
FC : Alluvions et colluvions du fond des vallées secondaires (Holocène)
m2MSO : Marnes et sables de l'Orléanais (Burdigalien)
m2MCO : Marnes et calcaires de l'Orléanais (Burdigalien)
m1CPi : Calcaires de Pithiviers (Aquitanien)

La région d’Orléans se situe dans le sud du Bassin parisien, vaste cuvette composée d’un empilement de couches sédimentaires d’origines essentiellement détritiques (issus de l’érosion d’anciennes chaînes de montagnes) et carbonatées (précipitation de carbonate de calcium). Ces dépôts s'étagent du Trias (- 250 millions d’années) au Pliocène (- 23 millions d’années) et se font surtout en contexte marin, mais aussi en milieu lacustre. Les successions de périodes glaciaires et interglaciaires au Quaternaire aboutissent à la configuration géomorphologique actuelle : altération plus ou moins profonde des roches en place, terrasses alluviales anciennes perchées sur les plateaux et incision de la vallée actuelle de la Loire,.
Les calcaires de Beauce, qui constituent le socle du territoire communal, se forment à l'Aquitanien (de - 23 à - 20,5 millions d’années). Leur partie supérieure, les calcaires de Pithiviers (m1CPi) et les marnes et calcaires de l’Orléanais (m2MCO), occupe une grande partie sud de la commune. Les marnes et sables de l’Orléanais (m2MSO), premiers dépôts burdigaliens (de – 20,44 à – 15,97 millions d'années) recouvrant les calcaires de Beauce, occupent la partie nord de la commune. Ces sables sont essentiellement composés de grains de quartz émoussés, accompagnés de feldspaths kaolinisés et friables, de silex à patine noire et de graviers calcaires particulièrement fréquents à la base de la formation,. Des alluvions et colluvions récentes, datant de l'Holocène, occupent le fond d'une ancienne vallée secondaire, perpendiculaire à la Loire dont le lit mineur est quant à lui occupé par des alluvions (Fz) datant de l'Holocène également.
Fragmentés et fissurés, les calcaires peuvent être le siège de phénomènes karstiques. Les circulations préférentielles d’eaux souterraines érodent ces calcaires en profondeur et entraînent la formation de dépressions, gouffre ou dolines. Les manifestations en surface de ces fragilités ne sont pas rares dans la région orléanaise. 4 cavités ont été inventoriées par le service régional Centre du BRGM sur la commune, en octobre 2003 : deux dolines (dépressions circulaires ou elliptiques liée à l'activité karstique) et deux carrières.
Le territoire communal est relativement plat puisque la dénivelée maximale est de 31 mètres. L'altitude du territoire varie en effet de 90 mètres à 121 mètres,.

### Climat
Pour des articles plus généraux, voir Climat du Centre-Val de Loire et Climat du Loiret.
En 2010, le climat de la commune est de type climat océanique dégradé des plaines du Centre et du Nord, selon une étude du CNRS s'appuyant sur une série de données couvrant la période 1971-2000. En 2020, Météo-France publie une typologie des climats de la France métropolitaine dans laquelle la commune est exposée à un climat océanique altéré et est dans la région climatique Moyenne vallée de la Loire, caractérisée par une bonne insolation (1 850 h/an) et un été peu pluvieux.
Pour la période 1971-2000, la température annuelle moyenne est de 10,9 °C, avec une amplitude thermique annuelle de 15,2 °C. Le cumul annuel moyen de précipitations est de 675 mm, avec 11,2 jours de précipitations en janvier et 7,1 jours en juillet. Pour la période 1991-2020, la température moyenne annuelle observée sur la station météorologique de Météo-France la plus proche, sur la commune de Fleury-les-Aubrais à 4 km à vol d'oiseau, est de 11,7 °C et le cumul annuel moyen de précipitations est de 728,8 mm,. Pour l'avenir, les paramètres climatiques de la commune estimés pour 2050 selon différents scénarios d'émission de gaz à effet de serre sont consultables sur un site dédié publié par Météo-France en novembre 2022.
| Mois                                  | jan.           | fév.             | mars           | avril         | mai           | juin         | jui.           | août          | sep.           | oct.            | nov.           | déc.             | année     |
| ------------------------------------- | -------------- | ---------------- | -------------- | ------------- | ------------- | ------------ | -------------- | ------------- | -------------- | --------------- | -------------- | ---------------- | --------- |
| Température minimale moyenne (°C)     | 1,4            | 0,9              | 3              | 5             | 8,7           | 11,9         | 13,8           | 13,5          | 10,2           | 7,8             | 4,2            | 1,9              | 6,9       |
| Température moyenne (°C)              | 4,3            | 4,8              | 7,9            | 10,6          | 14,3          | 17,7         | 19,9           | 19,8          | 16,1           | 12,3            | 7,6            | 4,8              | 11,7      |
| Température maximale moyenne (°C)     | 7,3            | 8,7              | 12,9           | 16,3          | 19,9          | 23,5         | 26             | 26,1          | 21,9           | 16,7            | 11             | 7,7              | 16,5      |
| Record de froid (°C) date du record   | −19 17.01.1985 | −13,8 07.02.1991 | −13,1 01.03.05 | −4,5 11.04.03 | −1 05.05.1979 | 0 05.06.1991 | 3,1 16.07.1984 | 4 26.08.1993  | 0,5 30.09.1988 | −4,6 21.10.10   | −11 23.11.1993 | −12,8 30.12.1985 | −19 1985  |
| Record de chaleur (°C) date du record | 17 30.01.02    | 22,2 27.02.19    | 24,5 16.03.12  | 29,7 30.04.05 | 32 27.05.05   | 38 29.06.19  | 41,5 25.07.19  | 40,4 10.08.03 | 35 15.09.1982  | 33,1 01.10.1985 | 24 01.11.14    | 19,4 16.12.1989  | 41,5 2019 |
| Précipitations (mm)                   | 59,4           | 55,3             | 51,5           | 52            | 74,6          | 52,9         | 58,1           | 58,4          | 56,3           | 66,8            | 68,6           | 74,9             | 728,8     |

### Milieux naturels et biodiversité

#### Sites Natura 2000
Le réseau Natura 2000 est un réseau écologique européen de sites naturels d’intérêt écologique élaboré à partir des Directives « Habitats » et « Oiseaux ». Ce réseau est constitué de Zones Spéciales de Conservation (ZSC) et de Zones de Protection Spéciale (ZPS). Dans les zones de ce réseau, les États Membres s'engagent à maintenir dans un état de conservation favorable les types d'habitats et d'espèces concernés, par le biais de mesures réglementaires, administratives ou contractuelles. L'objectif est de promouvoir une gestion adaptée des habitats tout en tenant compte des exigences économiques, sociales et culturelles, ainsi que des particularités régionales et locales de chaque État Membre. les activités humaines ne sont pas interdites, dès lors que celles-ci ne remettent pas en cause significativement l’état de conservation favorable des habitats et des espèces concernés,.
Les sites Natura 2000 présents sur le territoire communal de Meung-sur-Loire sont au nombre de deux.
| Numéro    | Type                         | Nom                                                 | Arrêté                   | Localisation                               |
| --------- | ---------------------------- | --------------------------------------------------- | ------------------------ | ------------------------------------------ |
| FR2400528 | SIC (Directive « Habitats ») | Vallée de la Loire de Tavers à Belleville-sur-Loire | Arrêté du 13 avril 2007. | Dans les parties est et sud de la commune. |
| FR2410017 | ZPS (Directive « Oiseaux »)  | Vallée de la Loire du Loiret                        | Arrêté du 4 mai 2007.    | Dans les parties est et sud de la commune. |

Le site de la « Vallée de la Loire de Tavers à Belleville-sur-Loire », d'une superficie de 7 120 ha, concerne 51 communes. La délimitation de ce site Natura 2000 est très proche de celle correspondant à la Directive Oiseaux. L'intérêt majeur du site repose sur les milieux ligériens liés à la dynamique du fleuve, qui hébergent de nombreuses espèces citées en annexe II de la directive Habitats.
Le site de la « Vallée de la Loire du Loiret » s'étend sur 7 684 ha et concerne la vallée de la Loire dans le Loiret. Cette ZPS se poursuit en amont et en aval sur les départements voisins. L'intérêt majeur du site repose sur les milieux et les espèces ligériens liés à la dynamique du fleuve. Ces milieux hébergent de nombreuses espèces citées en annexe I de la directive Oiseaux. Le site est caractérisé par la présence de colonies nicheuses de sternes naine et pierregarin et de mouette mélanocéphale. Des sites de pêche du Balbuzard pêcheur sont également présents. Le site est également lieu de reproduction du bihoreau gris, de l'aigrette garzette, de la bondrée apivore, du milan noir, de l'œdicnème criard, du martin-pêcheur, du pic noir, de la pie-grièche écorcheur.

Sélection de représentants de l'avifaune de la zone Natura 2000 « Vallée de la Loire du Loiret ».
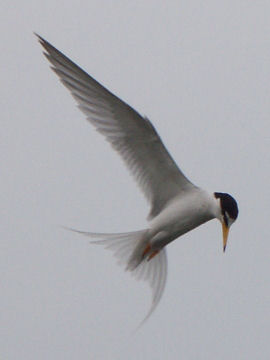
Sterne naine.
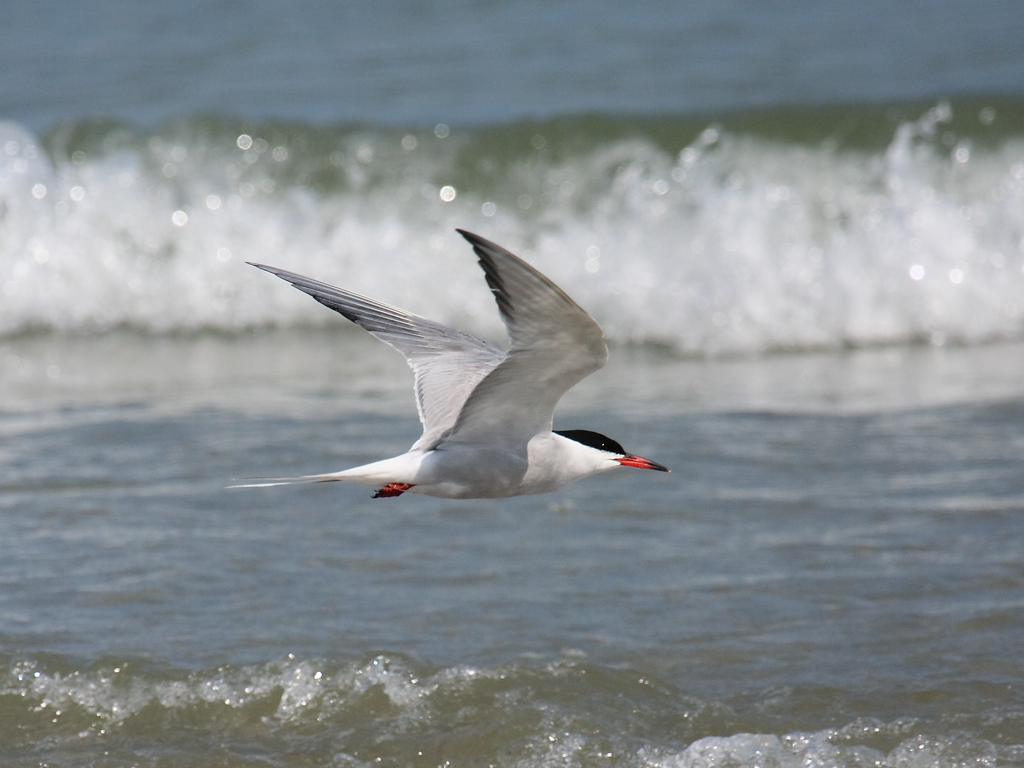
Sterne pierregarin.
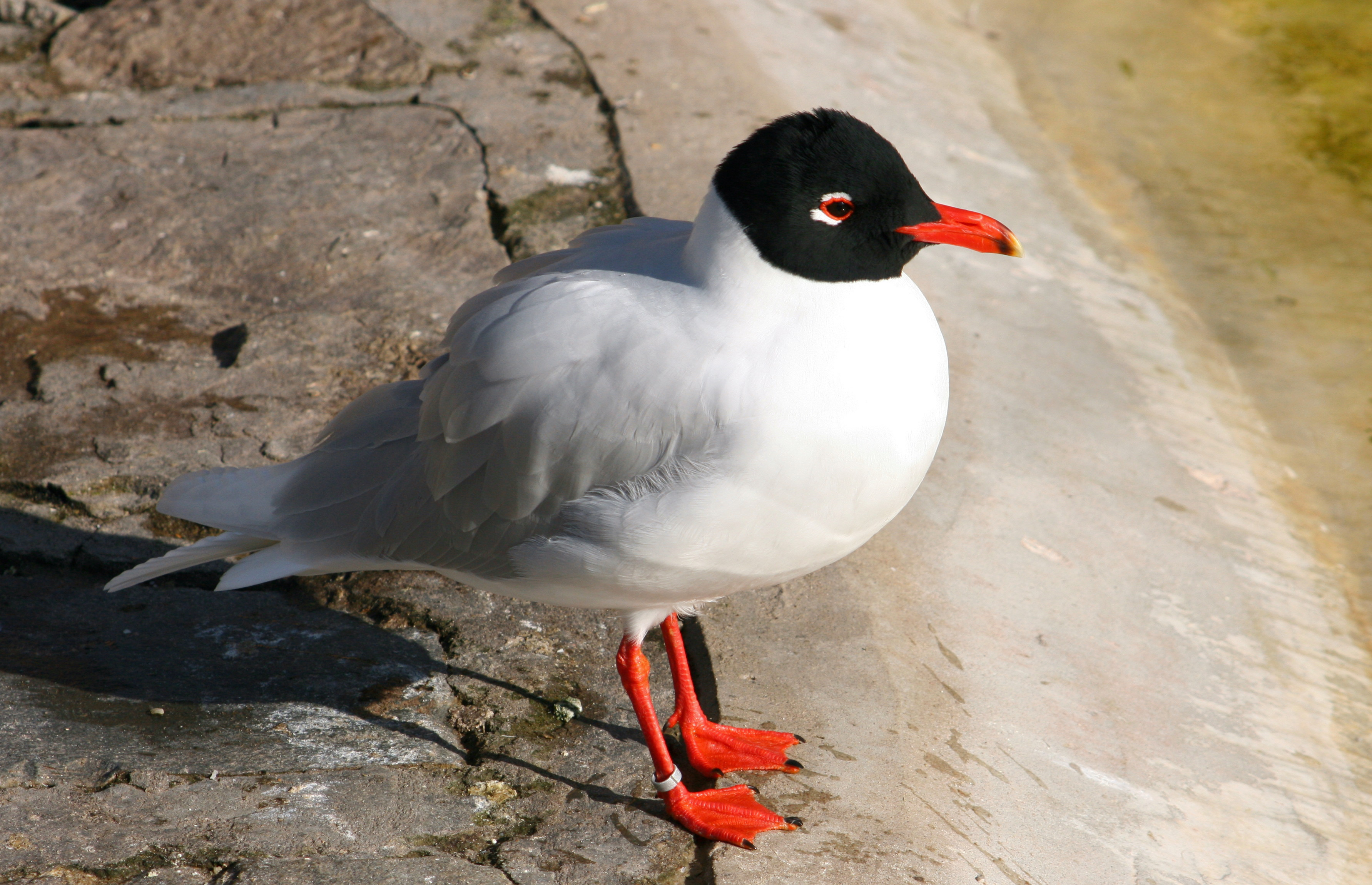
Mouette mélanocéphale.
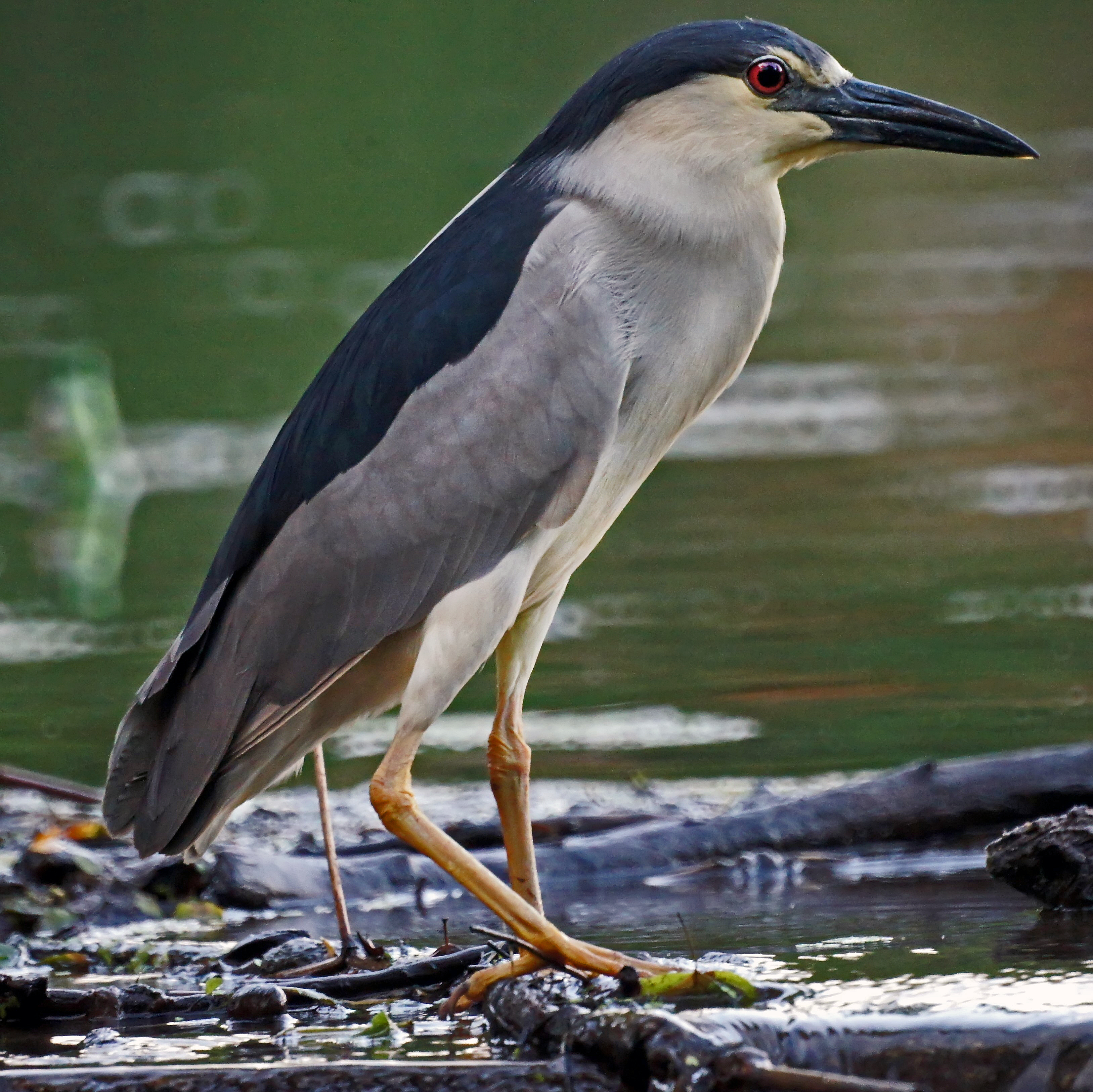
Bihoreau gris.
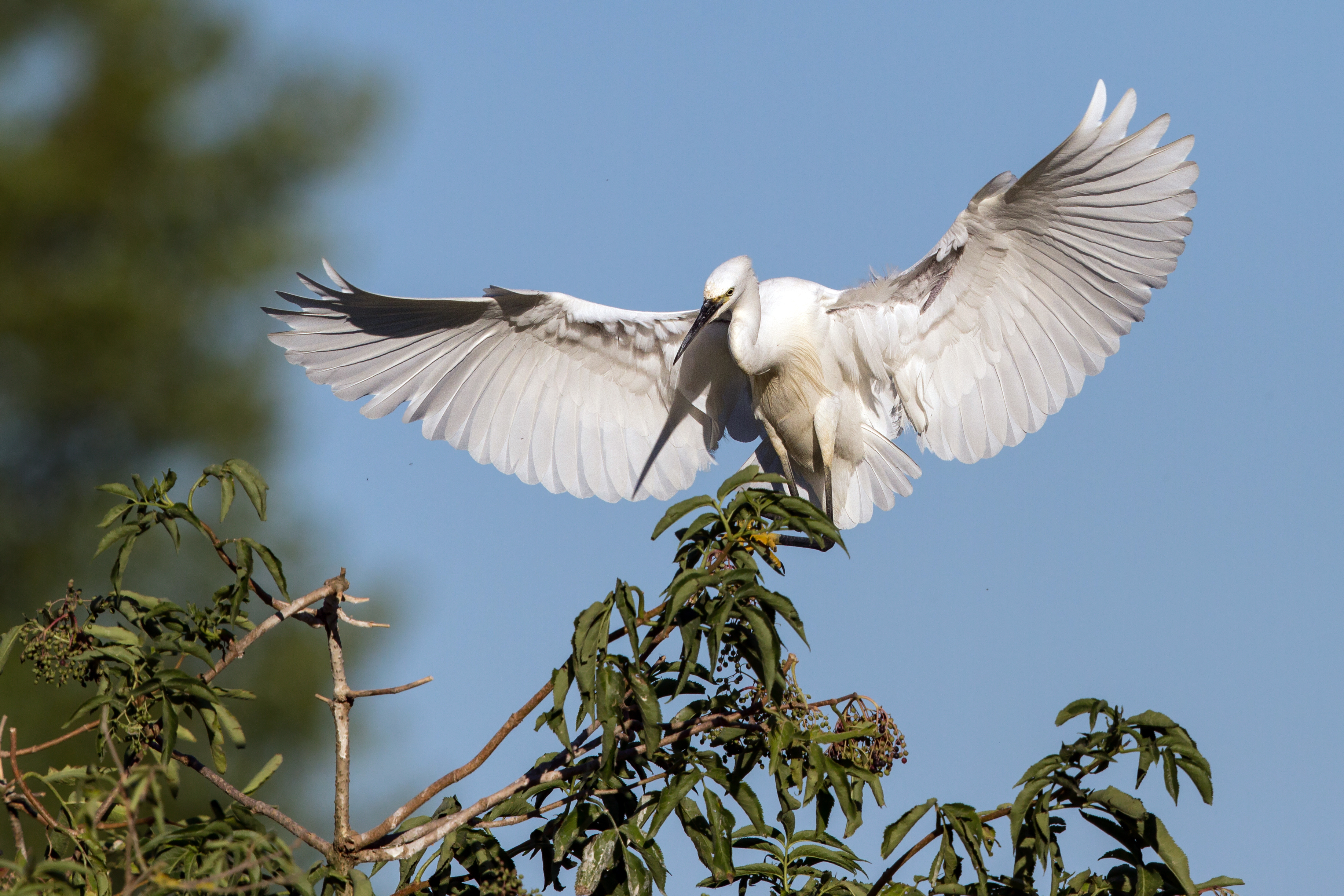
Aigrette garzette.
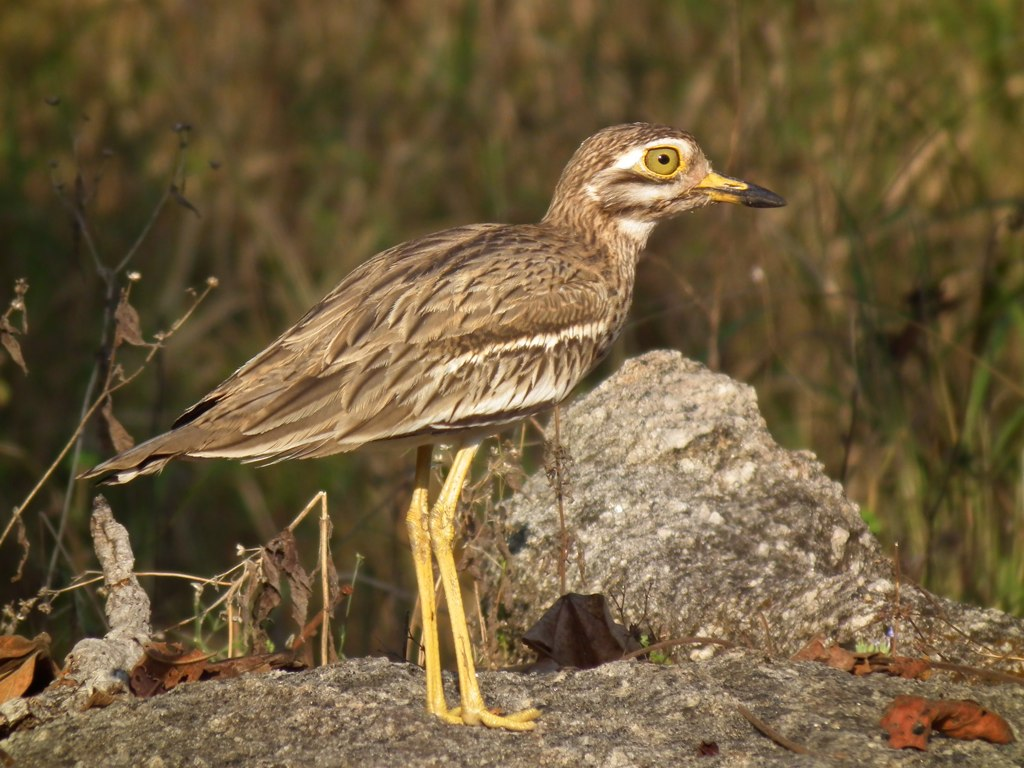
Œdicnème criard.
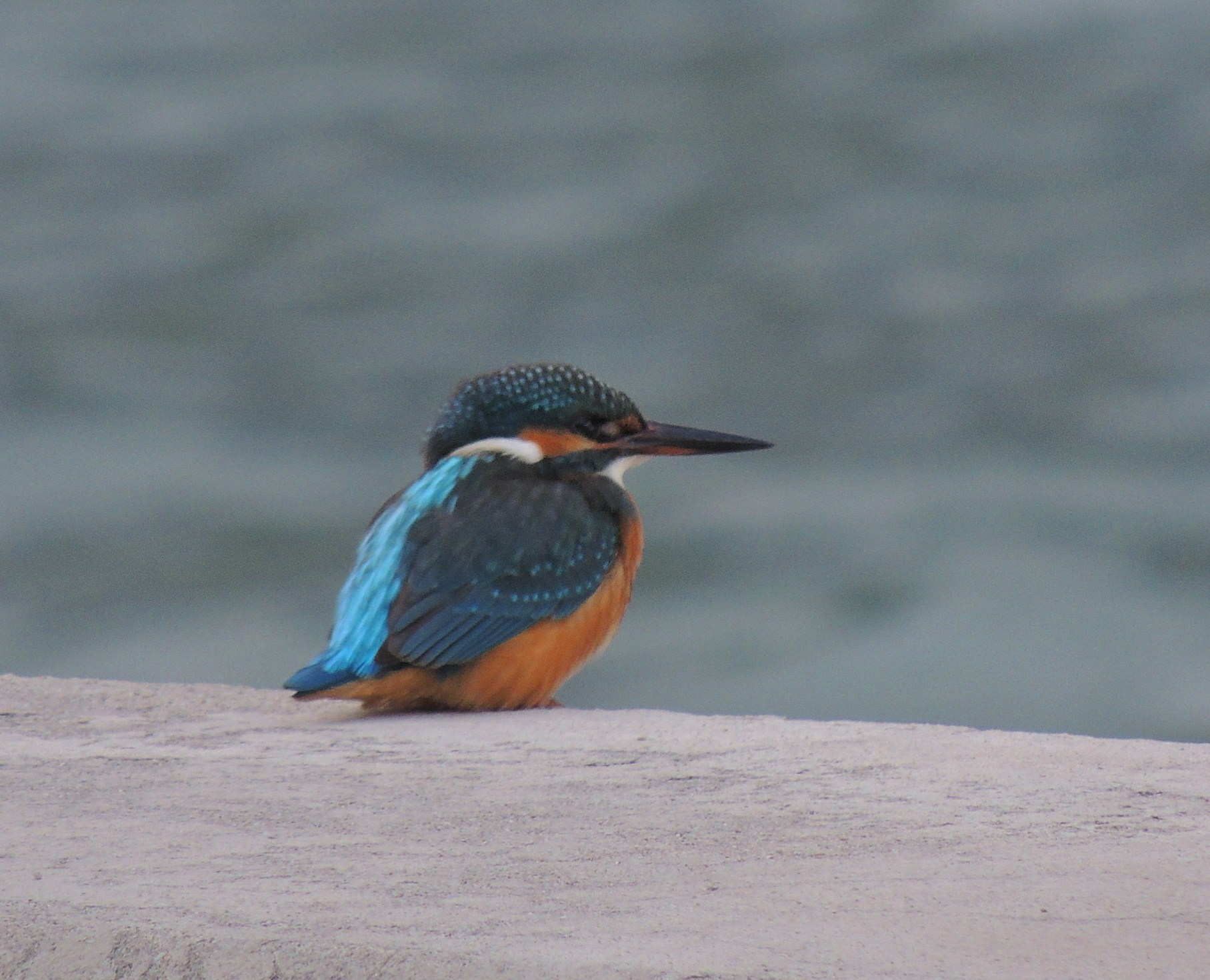
Martin-pêcheur d'Europe.

#### Zones nationales d'intérêt écologique, faunistique et floristique
L’inventaire des zones naturelles d'intérêt écologique, faunistique et floristique (ZNIEFF) a pour objectif de réaliser une couverture des zones les plus intéressantes sur le plan écologique, essentiellement dans la perspective d’améliorer la connaissance du patrimoine naturel national et de fournir aux différents décideurs un outil d’aide à la prise en compte de l’environnement dans l’aménagement du territoire. Le territoire communal de Saint-Jean-de-la-Ruelle comprend une ZNIEFF.

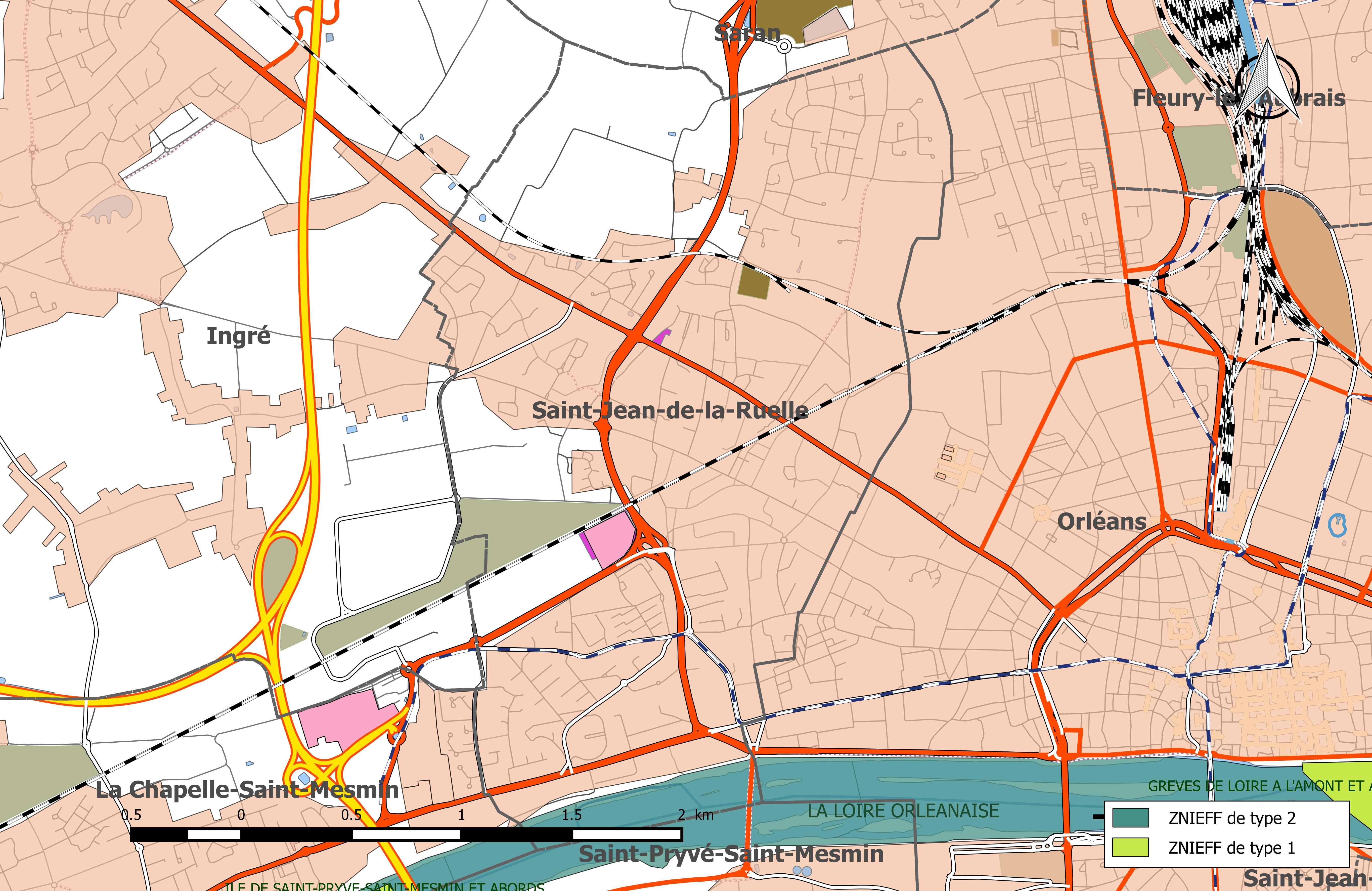
Carte des ZNIEFF de la commune et de ses abords.

| Désignation             | Type   | Superficie  | Description |
| ----------------------- | ------ | ----------- | --- |
| « La Loire orléanaise » | type 2 | 35 hectares | La zone s'étend sur 41 communes, dont 39 communes dans le Loiret et dont Saint-Jean-de-la-Ruelle. Elle correspond à la boucle septentrionale du fleuve. Son altitude varie entre 80 et 135 m. Elle se caractérise par un lit mineur largement occupé par des îles et grèves sableuses. Ces milieux soumis au marnage annuel recèlent de multiples habitats plus ou moins temporaires. C'est pratiquement la seule section qui présente des méandres. On observe, sur les basses terrasses, quelques formations sablo-calcaires. |

## Urbanisme

### Typologie
Au 1er janvier 2024, Saint-Jean-de-la-Ruelle est catégorisée grand centre urbain, selon la nouvelle grille communale de densité à sept niveaux définie par l'Insee en 2022.
Elle appartient à l'unité urbaine d'Orléans, une agglomération intra-départementale regroupant 19  communes, dont elle est une commune de la banlieue,,. Par ailleurs la commune fait partie de l'aire d'attraction d'Orléans, dont elle est une commune du pôle principal,. Cette aire, qui regroupe 136 communes, est catégorisée dans les aires de 200 000 à moins de 700 000 habitants,.

### Occupation des sols
L'occupation des sols de la commune, telle qu'elle ressort de la base de données européenne d’occupation biophysique des sols Corine Land Cover (CLC), est marquée par l'importance des territoires artificialisés (89,4 % en 2018), en augmentation par rapport à 1990 (78,4 %). La répartition détaillée en 2018 est la suivante : 
zones urbanisées (71 %), zones industrielles ou commerciales et réseaux de communication (15,3 %), zones agricoles hétérogènes (8 %), espaces verts artificialisés, non agricoles (3,1 %), eaux continentales (2 %), forêts (0,4 %).
L'évolution de l’occupation des sols de la commune et de ses infrastructures peut être observée sur les différentes représentations cartographiques du territoire : la carte de Cassini (XVIIIe siècle), la carte d'état-major (1820-1866) et les cartes ou photos aériennes de l'IGN pour la période actuelle (1950 à aujourd'hui).

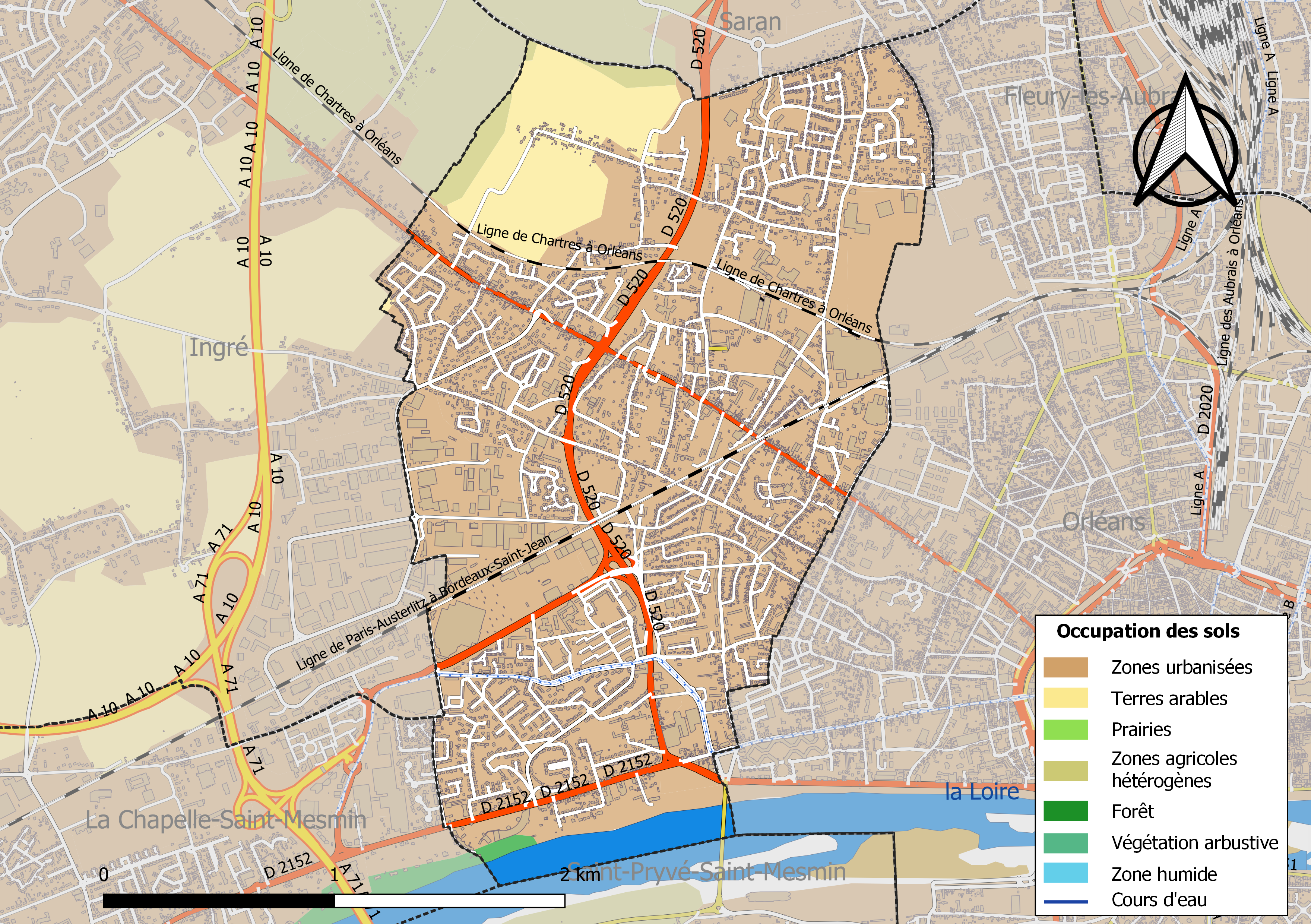
Carte des infrastructures et de l'occupation des sols de la commune en 2018 (CLC).
Carte orthophotographique de la commune en 2016.

### Voies de communication et transports

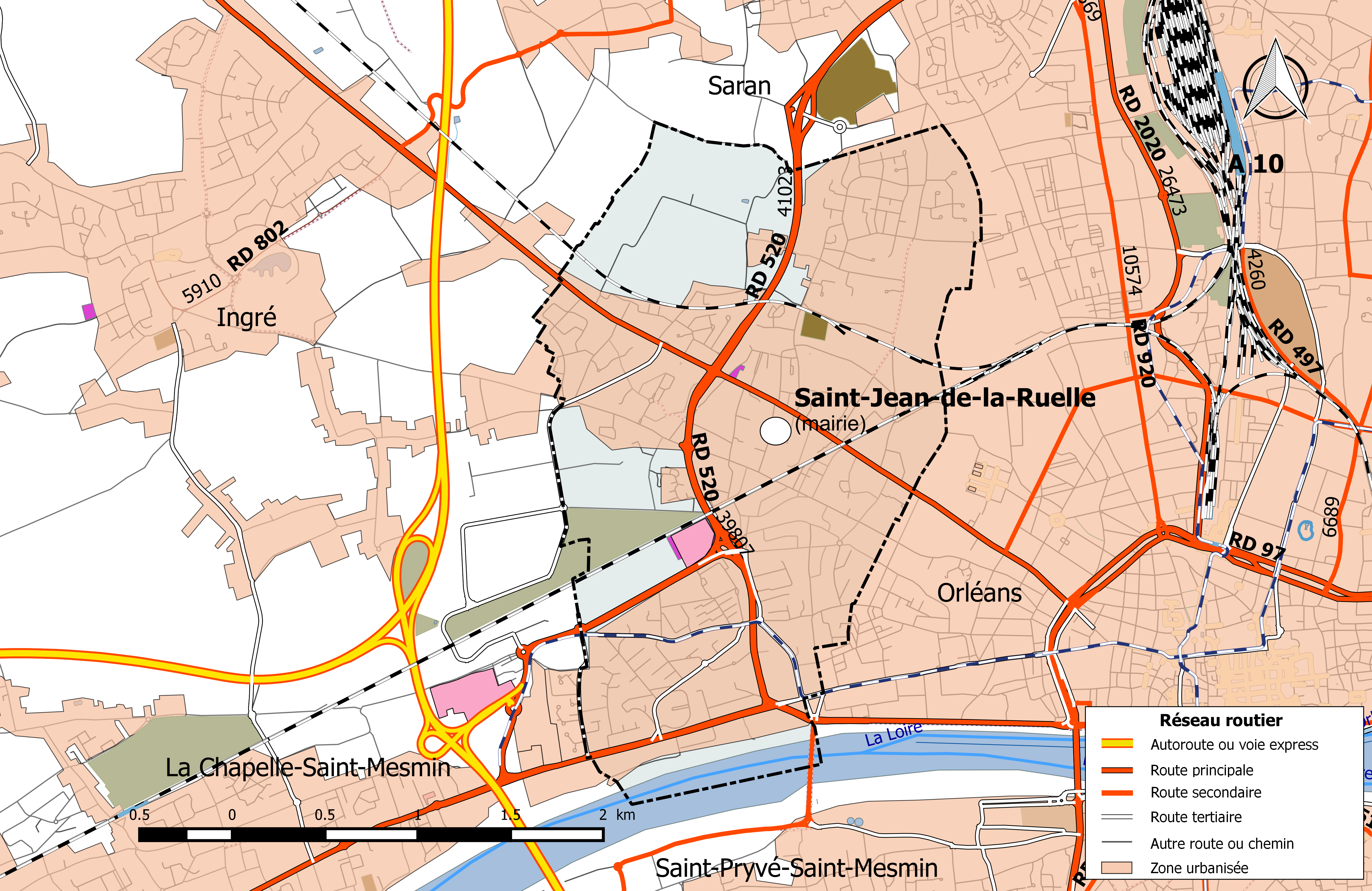
Réseau routier principal de la commune de Saint-Jean-de-la-Ruelle (avec indication du trafic routier 2014).

#### Infrastructures routières
La commune est traversée et desservie par la tangentielle.
La route départementale 2552 permet de rejoindre rapidement l'autoroute A71 située à l'ouest de la ville, sur le territoire de la commune de La Chapelle-Saint-Mesmin.
La route nationale 152, qui relie Malesherbes à Beaugency, traverse l'extrême sud de Saint-Jean-de-la-Ruelle, en longeant la Loire.
Le pont de l'Europe permet de traverser le fleuve royal depuis Saint-Jean-de-la-Ruelle pour rejoindre Saint-Pryvé-Saint-Mesmin au sud.

#### Transport en commun

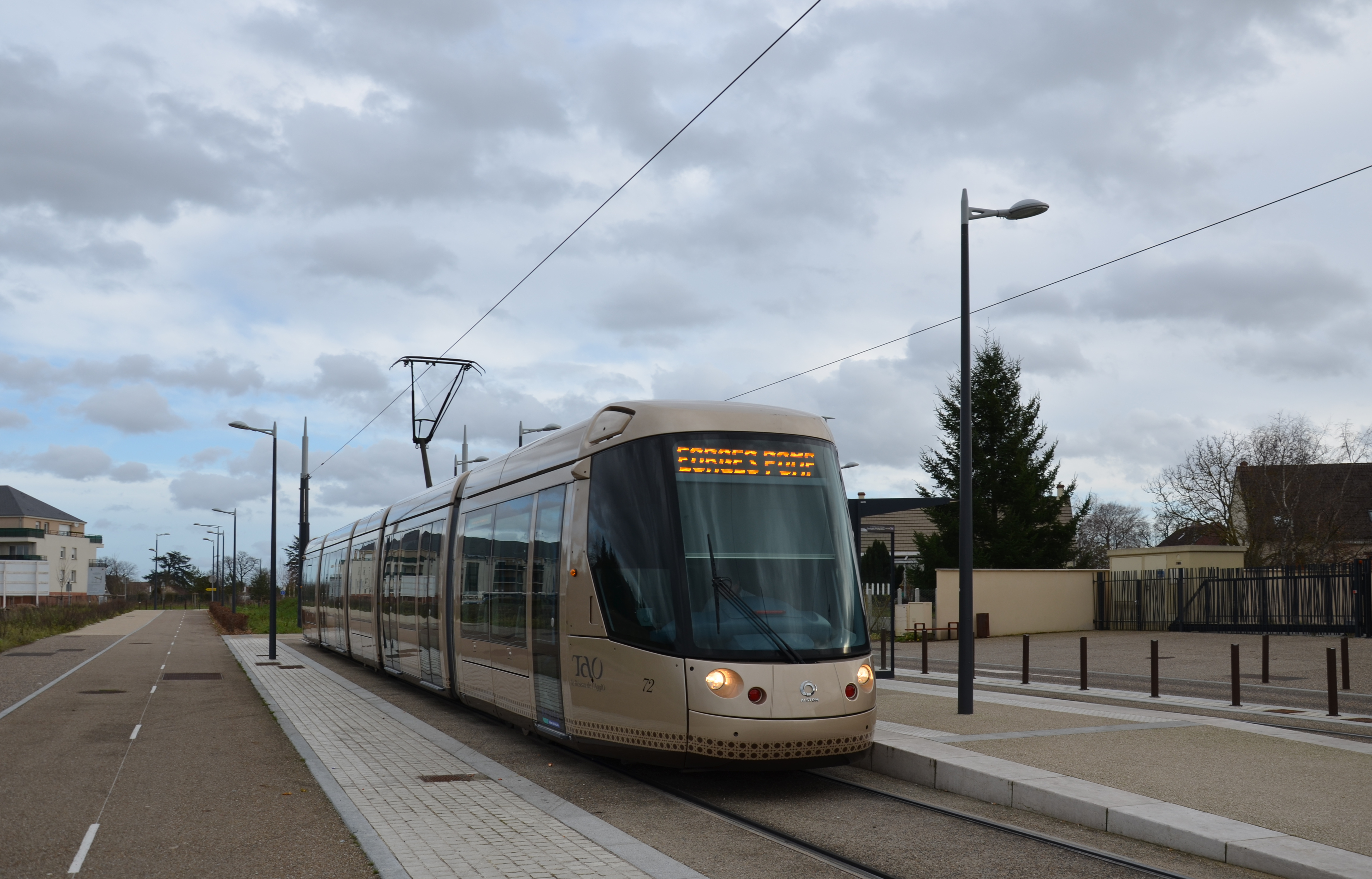
La ville est desservie par la ligne B du tramway.

La commune, qui fait de partie d'Orléans Métropole, elle est desservie par les transports de l'agglomération orléanaise (TAO), principalement avec la ligne B du tramway d'Orléans. Quatre stations sont implantées sur son territoire : Trois Fontaines, Martin Luther-King et Rol-Tanguy. Cette ligne permet de rejoindre rapidement le centre-ville d'Orléans ou l'est de la métropole.
Elle est desservie par les lignes de bus 2, 3, 4, 43, 54 et resa’ouest

### Risques naturels et technologiques majeurs
La commune de Saint-Jean-de-la-Ruelle est vulnérable à différents aléas naturels : inondations (par débordement de la Loire ou de ruisseaux), climatiques (hiver exceptionnel ou canicule), mouvements de terrains ou sismique. Elle est également exposée à un risque technologique : le transport de matières dangereuses,. Entre 1985 et 2016, neuf arrêtés ministériels ayant porté reconnaissance de catastrophe naturelle ont été pris pour le territoire de la commune de Saint-Jean-de-la-Ruelle dont trois pour des inondations et coulées de boue et six pour des mouvements de terrain.

#### Risque d'inondation

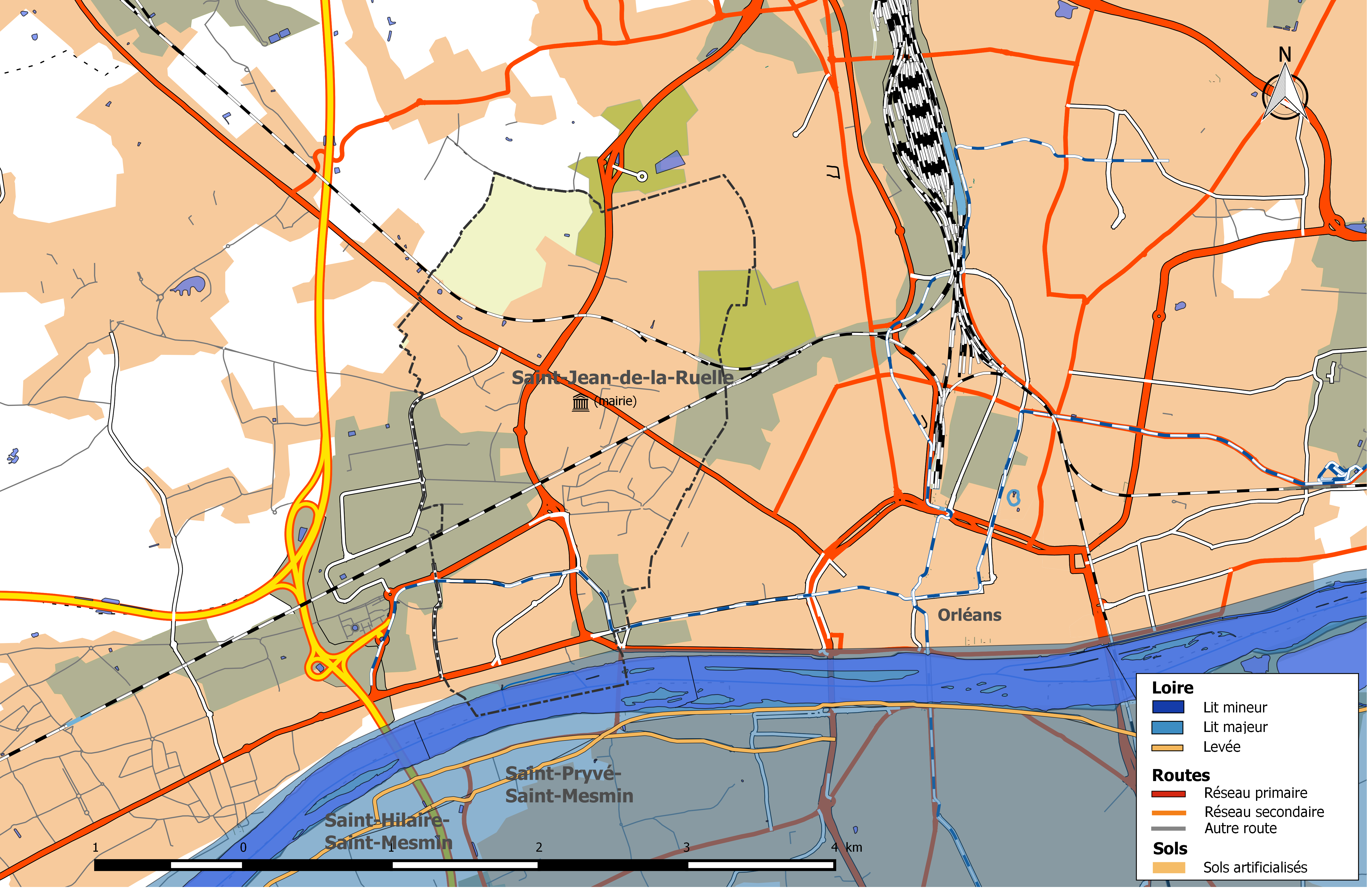
Zone inondable de la commune de Saint-Jean-de-la-Ruelle.

La Loire est à l'origine des dégâts les plus importants sur la commune en cas de crue majeure. Les crues historiques sont celles de 1846, 1856, 1866 et 1907. Aucune crue n'a atteint depuis 1907 les hauteurs atteintes lors de ces événements catastrophiques. Lors des crues du    XIXe siècle, les eaux ont atteint les bas quartiers « Saint-Gabriel », « Maison-Rouge » et la « Petite Espère».
La zone inondable de la commune de Saint-Jean-de-la-Ruelle couvre une surface de 19 hectares, soit 3 % du territoire communal, se répartissant en 13 ha en eau et 6 ha en surfaces urbanisées. 57 personnes résident dons cette zone. Elle fait partie du val d'Orléans qui s’étend sur 33 km de longueur, du hameau de Bouteille à l’amont au confluent du Loiret à l’aval. Ce val est protégé par une levée en terre, la levée d'Orléans, de 45 km de longueur, interrompue à 3,5 km environ en amont du confluent du Loiret. Il est inondé par le remous de la Loire dans la confluence du Loiret dès les premières crues simulées. Cette levée a été renforcée sur toute sa longueur. Le niveau de protection historique est celui visé par la construction du déversoir de Jargeau, aménagé à la fin du XIXe siècle à l'emplacement des brèches qui s'étaient produites en 1846, 1856 et 1866 et conçu initialement pour fonctionner au-delà de la cote de Loire à l'échelle d'Orléans proche de 6 m (crue de 1825, n'ayant pas occasionné de brèches). Les lignes d’eau en crue ont toutefois beaucoup changé depuis du fait de l’évolution morphologique du lit de la Loire, conséquence des ouvrages de navigation qui ont été réalisés au XIXe siècle  et de l’extraction massive de matériaux en deuxième partie du XXe siècle. Le déversoir ne remplit donc plus sa fonction de protéger la levée d’Orléans des surverses et il ne permet plus de définir l’objectif de protection du système d’endiguement.
L'analyse menée dans le cadre de l'étude de danger des digues, montre qu'aujourd'hui, le niveau de protection apparent de la levée est associé à une crue de période de retour d'environ 200 ans, soit une hauteur d'eau à l'échelle d'Orléans estimée à 5,75 m. Les zones de surverses probables mises en évidence se situent de l'amont vers l'aval, à Guilly, Tigy et Saint-Denis-en-Val (lieu-dit de Château Lumina). Par ailleurs, ces études montrent aussi que des défaillances avant dépassement des ouvrages sont probables, en particulier à Guilly, Tigy et Saint-Pryvé-Saint-Mesmin. Pour le secteur de Guilly, la probabilité de rupture n'est plus négligeable dès la crue de période de retour de 70 ans, soit une cote d'environ 4,60 m à l'échelle d'Orléans. Cette cote définit le niveau de sûreté actuel de la digue d'Orléans et correspond au seuil de déclenchement du plan d'évacuation massive de l'agglomération d'Orléans en cas de crue.
Le risque d'inondation est pris en compte dans l'aménagement du territoire de la commune par le biais du Plan de prévention du risque inondation (PPRI) du val d'Orléans - val amont, approuvé le 20 janvier 2015. Deux documents permettent de définir les modalités de gestion de crise et d'organisation des secours : au niveau départemental, le Dispositif ORSEC départemental spécialisé déclenché en cas d'inondation de la Loire, le plan ORSIL, et au niveau communal le plan communal de sauvegarde.

#### Risque de mouvements de terrain
Le territoire de la commune peut être concerné par un risque d'effondrement de cavités souterraines non connues. Une cartographie départementale de l'inventaire des cavités souterraines et des désordres de surface a été réalisée. Il a été recensé sur la commune plusieurs effondrements de cavités. Par ailleurs, le sol du territoire communal peut faire l'objet de mouvements de terrain liés à la sécheresse. Le phénomène de retrait-gonflement des argiles est la conséquence d'un changement d'humidité des sols argileux. Les argiles sont capables de fixer l'eau disponible mais aussi de la perdre en se rétractant en cas de sécheresse. Ce phénomène peut provoquer des dégâts très importants sur les constructions (fissures, déformations des ouvertures) pouvant rendre inhabitables certains locaux. Celui-ci a particulièrement affecté le Loiret après la canicule de l'été 2003. La totalité du territoire de la commune est soumis à un aléa « faible » face à ce risque, selon l'échelle définie par le Bureau de recherches géologiques et minières (BRGM).

## Histoire
Dénommée Athos à l'époque celtique, elle prit le nom de Saint-Jean après la construction de la première église. De la Ruelle y fut ajouté parce qu'on accédait à l'église par une ruelle.

### Révolution française et Empire

#### Nouvelle organisation territoriale
Le décret de l'Assemblée Nationale du 12 novembre 1789 décrète « il y aura une municipalité dans chaque ville, bourg, paroisse ou communauté de campagne ». En 1790, dans le cadre de la création des départements, le Loiret compte alors 367 municipalités, rattachées à 59 cantons et 7 districts. La municipalité de Saint Jean de la Ruelle est rattachée au canton de La Chapelle Saint Mesmin et au district d'Orléans. Le terme « commune », au sens de l’administration territoriale actuelle, est imposé par le décret de la Convention nationale du 10 brumaire an II (31 octobre 1793) : « La Convention nationale, sur la proposition d’un membre, décrète que toutes les dénominations de ville, bourg ou village sont supprimées et que celle de commune leur est substituée ». Ainsi la municipalité de Saint Jean de la Ruelle devient formellement « commune de Saint Jean de la Ruelle » en 1793.
Les cantons sont supprimés, en tant que découpage administratif, par une loi du 26 juin 1793, et ne conservent qu'un rôle électoral, permettant l’élection des électeurs du second degré chargés de désigner les députés,. La Constitution du 5 fructidor an III, appliquée à partir de vendémiaire an IV (1795) supprime les districts, considérés comme des rouages administratifs liés à la Terreur, mais maintient les cantons qui acquièrent dès lors plus d'importance en retrouvant une fonction administrative. Enfin, sous le Consulat, un redécoupage territorial visant à réduire le nombre de justices de paix ramène le nombre de cantons dans le Loiret de 58 à 31,. Saint-Jean-de-la-Ruelle est alors rattachée au canton Ingré et à l'Arrondissement d'Orléans par arrêté du 9 vendémiaire an X (1er octobre 1801),,. En 1806, la commune est rattachée au canton d'Orléans-Nord-Ouest, un canton nouveau formé entre autres des communes de l'ancien canton d'Ingré.
Cette organisation va rester inchangée jusqu'en 1973, la commune est rattachée au canton de Saint-Jean-de-la-Ruelle.

### Époque contemporaine
Le 1er juin 2013, c'est à Saint-Jean-de-la-Ruelle qu'est célébré pour la première fois en France un mariage entre deux femmes.

## Politique et administration

### Découpage territorial
La commune de Saint-Jean-de-la-Ruelle est membre de l'intercommunalité Orléans Métropole, un établissement public de coopération intercommunale (EPCI) à fiscalité propre créé le 1er janvier 2002 dont le siège est à Orléans. Ce dernier est par ailleurs membre d'autres groupements intercommunaux. En 2020, il s'agit du Syndicat mixte aménagement desserte aérienne de l'Ouest du Loiret (SMAEDAOL), du Syndicat mixte des bassins versants de la Bionne et du Cens et du Syndicat mixte d'améngament hydraulique (SMAH) du bassin de la Retrêve et de son affluent le ruisseau du Renard.
Sur le plan administratif, elle est rattachée à l'arrondissement d'Orléans, au département du Loiret et à la région Centre-Val de Loire. Sur le plan électoral, elle dépend du  canton de Saint-Jean-de-la-Ruelle pour l'élection des conseillers départementaux, depuis le redécoupage cantonal de 2014 entré en vigueur en 2015, et de la deuxième circonscription du Loiret  pour les élections législatives, depuis le dernier découpage électoral de 2010.

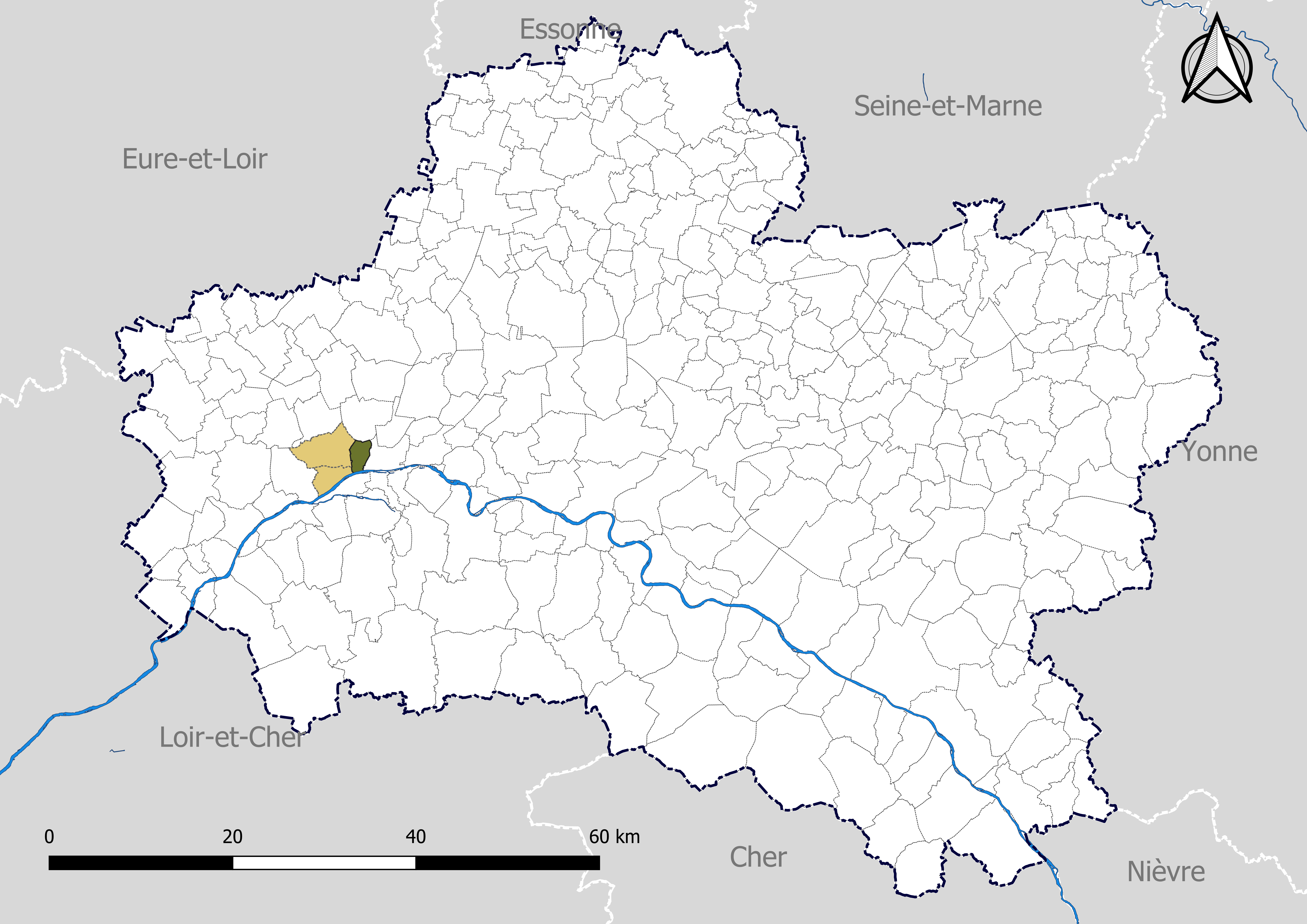
Saint-Jean-de-la-Ruelle dans le canton de Saint-Jean-de-la-Ruelle en 2020.
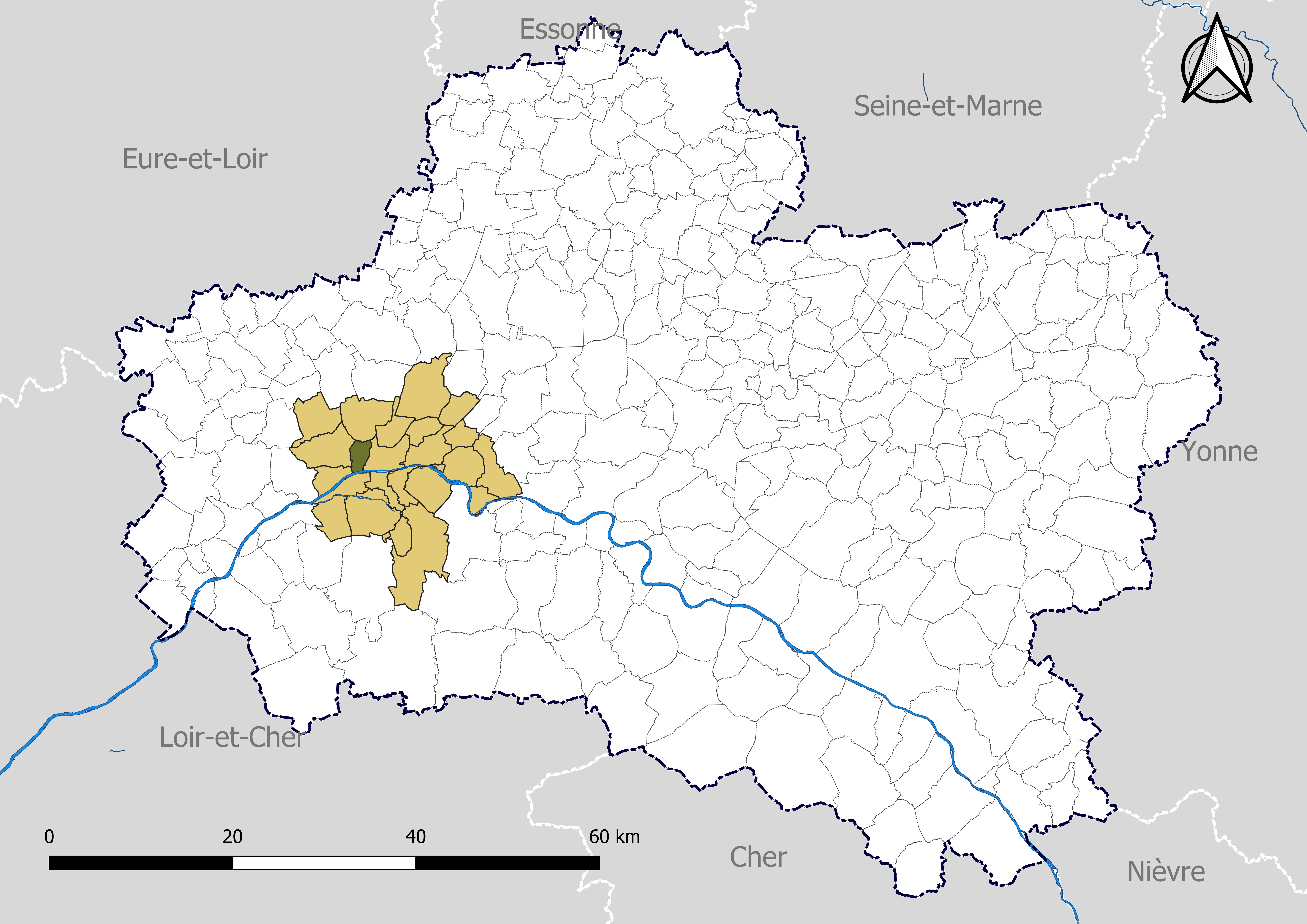
Saint-Jean-de-la-Ruelle dans Orléans Métropole en 2020.
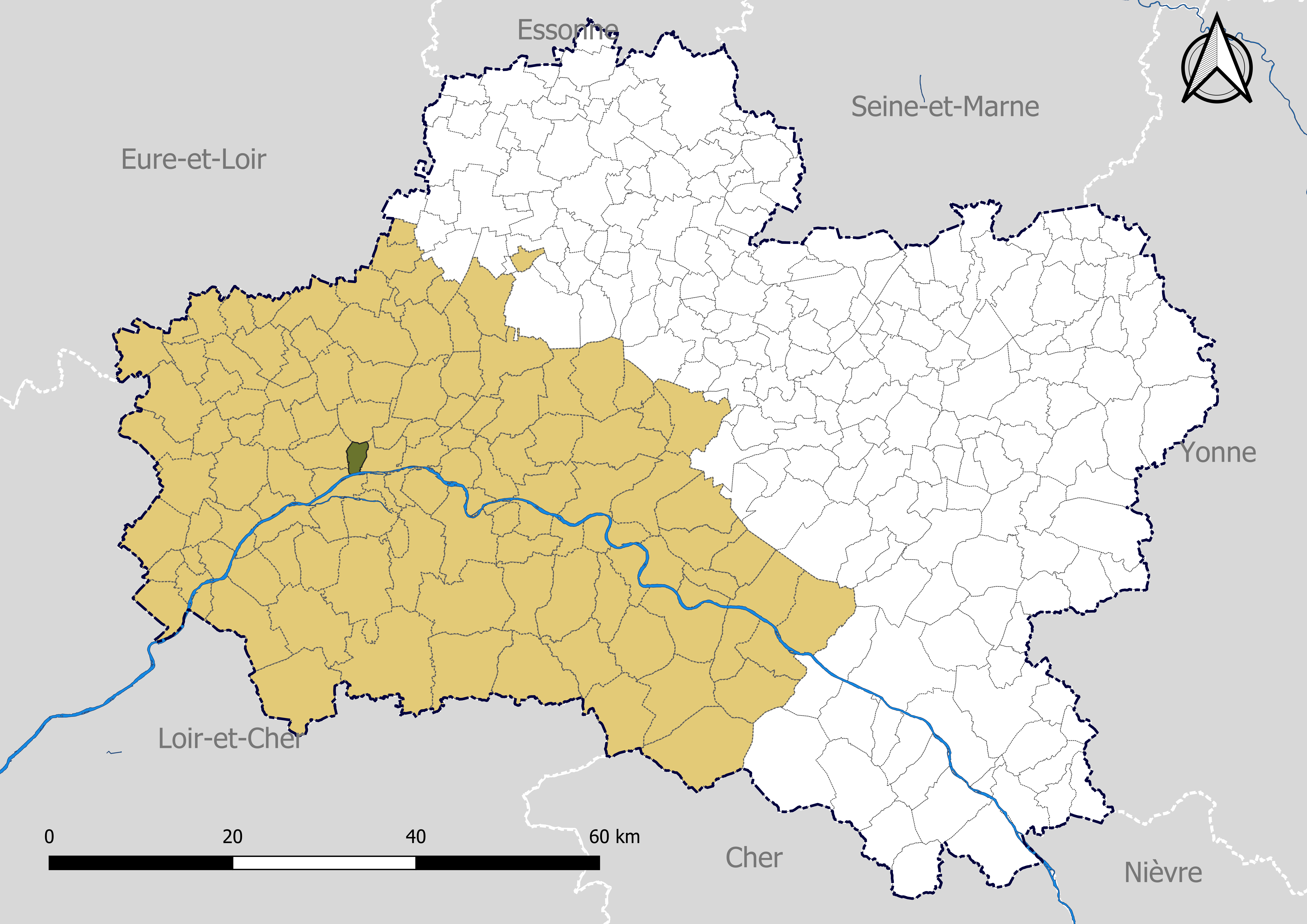
Saint-Jean-de-la-Ruelle dans l'arrondissement d'Orléans en 2020.

### Politique et administration municipales

#### Conseil municipal et maire

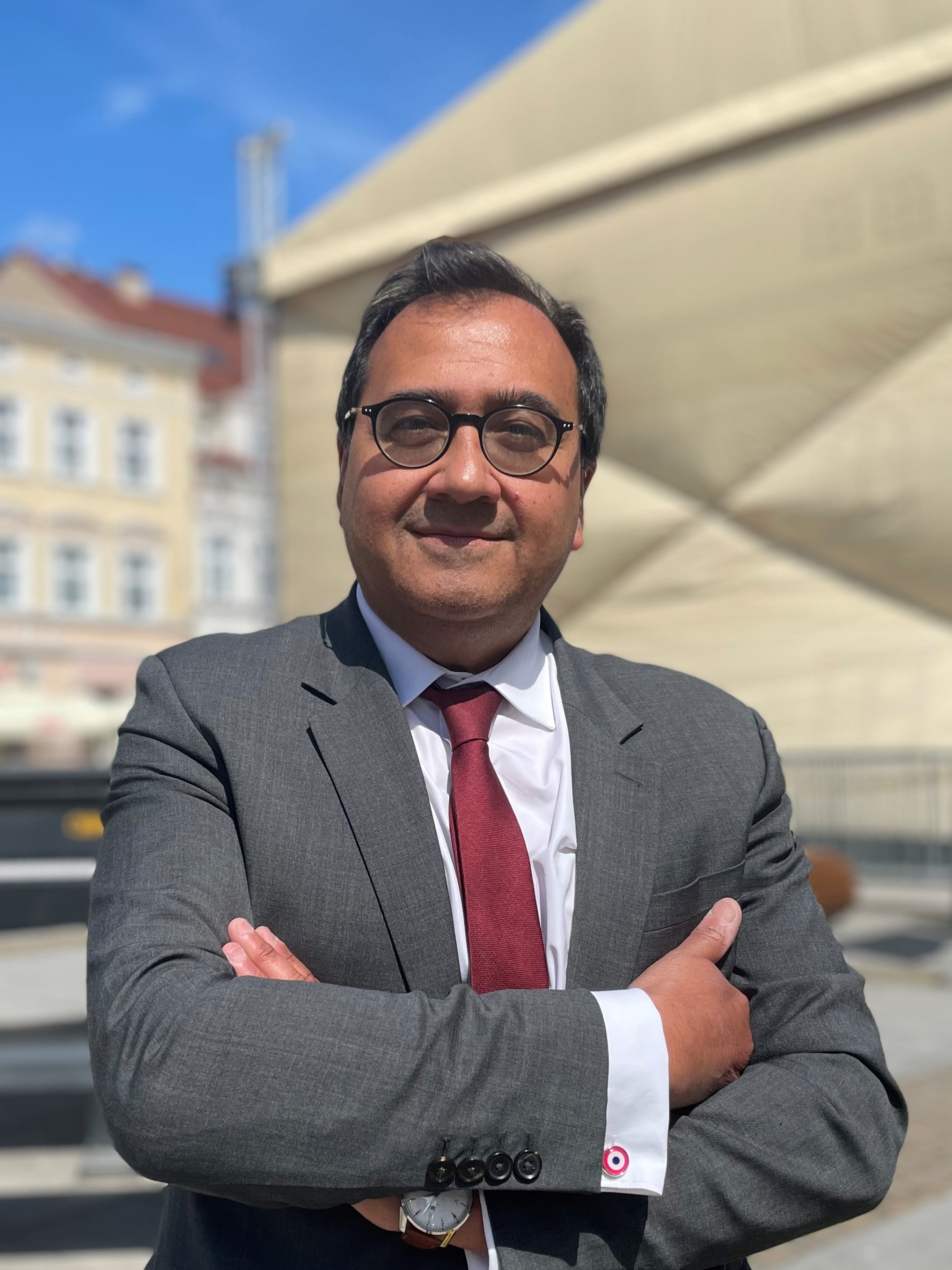
Christophe Chaillou, maire de Saint-Jean-de-la-Ruelle de 1998 à 2023.

Depuis les élections municipales de 2014, le conseil municipal de Saint-Jean-de-la-Ruelle, commune de plus de 1 000 habitants, est élu au scrutin proportionnel de liste à deux tours (sans aucune modification possible de la liste), pour un mandat de six ans renouvelable. Il est composé de 33 membres. L'exécutif communal est constitué par le maire, élu par le conseil municipal parmi ses membres, pour un mandat de six ans, c'est-à-dire pour la durée du mandat du conseil. Christophe Chaillou est maire depuis 1998.
| Période                                  | Période       | Identité                         | Étiquette   | Qualité |
| ---------------------------------------- | ------------- | -------------------------------- | ----------- | --- |
| Les données manquantes sont à compléter. |               |                                  |             | |
|                                          |               | Charles Beauhaire                |             | |
|                                          |               | François Pavard                  |             | |
| ca. 1930                                 |               | Henri Pavard                     |             | |
| Les données manquantes sont à compléter. |               |                                  |             | |
| 1958                                     | 1971          | Raymond Poulin                   |             | |
| 1971                                     | mars 1977     | Bernard-Jean Creiche (1904-1995) | CD puis DVD | Ferronnier d'art Conseiller général (1973 → 1976) |
| mars 1977                                | mars 2001     | Jean-Claude Portheault           | PS          | Enseignant Député du Loiret (1981 → 1988) Conseiller général (1976 → 1982 et 1988 → 1994) |
| mars 2001                                | novembre 2023 | Christophe Chaillou,             | PS          | Cadre de la fonction publique Sénateur du Loiret (2023 → ) Conseiller général (2001 → 2015) Conseiller départemental (2015 → 2023) Président d'Orléans Métropole (2020 → 2021) Démissionnaire |
| novembre 2023                            | En cours      | Fabien Rivière Da Silva          | PS          | |

Depuis 2002, la ville organise des cérémonies de PACS en mairie. Cette cérémonie se compose de la lecture d'une allocution, de la confirmation de l'engagement de PACS et de la lecture de l'acte. Elle donne lieu à la remise d'un certificat de célébration mais ne se substitue pas à la convention signée au tribunal d'instance.

### Jumelages
- Amposta (Espagne)
- Gommern (Allemagne)
- Niepolomice (Pologne)
- Niantjila (Mali), partenariat-coopération en liaison avec la ville de  Pléneuf-Val-André (France).

### Politique environnementale
Ville fleurie : trois fleurs attribuées par le Conseil national des villes et villages fleuris de France au Concours des villes et villages fleuris. La ville avait quatre fleurs de 2006 à 2009 et a perdu 1 fleur depuis 2010.

## Équipements et services publics

### Enseignement

Le lycée Maréchal-Leclerc.

Saint-Jean-de-la-Ruelle est situé dans l'académie d'Orléans-Tours et dans la circonscription d'Orléans-Nord-Ouest. La commune possède six écoles maternelles, six écoles primaires, deux collèges et un lycée.
- Écoles maternelles et élémentaires publiques Paul-Bert ; Jules-Lenormand ; Louis-Aragon ; Paul-Doumer ; François-Mitterrand ; Jean-Moulin ;
- Collèges André-Malraux ; Max-Jacob ;
- Lycée professionnel Maréchal-Leclerc-de-Hauteclocque. Le 23 février 1999, Jacques Chirac rendit visite en tant que président de la République française au lycée Maréchal-Leclerc-de-Hauteclocque[75].
- Institut régional pour sourds et déficients auditifs

### Gestion des déchets

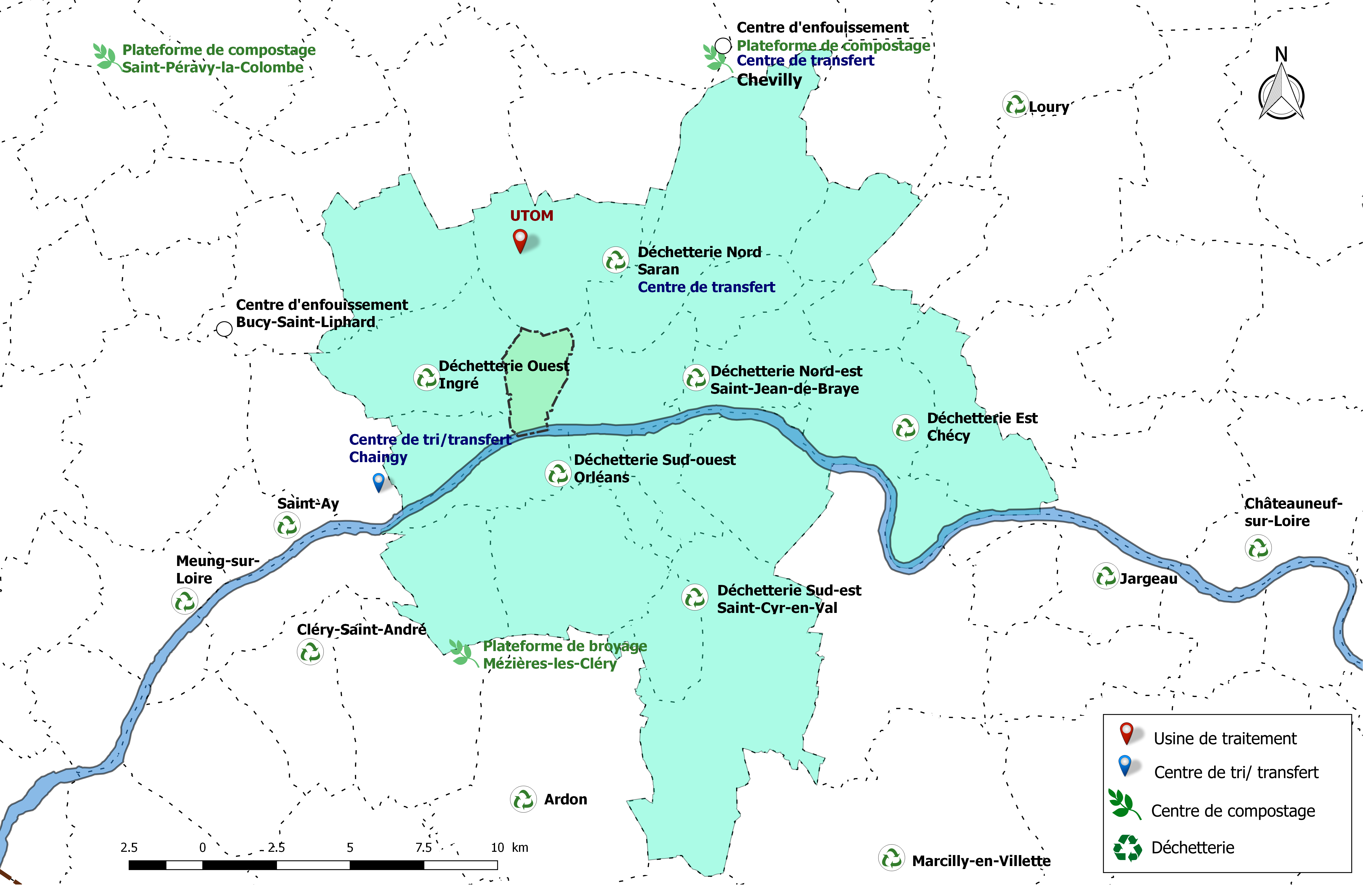
Sites de collecte, de traitement et de valorisation des déchets de la communauté urbaine d'Orléans Métropole, avec localisation de la commune de Saint-Jean-de-la-Ruelle.

La collecte, le traitement et la valorisation des déchets est une compétence exclusive de la communauté urbaine Orléans Métropole depuis 2000 (l'intercommunalité était alors communauté de communes). La collecte des déchets ménagers (résiduels et multimatériaux) est effectuée en porte-à-porte sur toutes les communes de la communauté urbaine. Un réseau de six déchèteries accueille les encombrants et autres déchets spécifiques (déchets verts, déchets dangereux, gravats, cartons…).
Une unité de traitement permettant la valorisation énergétique (l’incinération des déchets ménagers résiduels) et la valorisation matière des autres déchets (corps creux, corps plats et multimatériaux) est en service sur la commune de Saran depuis 1996. Elle est exploitée par la société ORVADE, filiale du groupe Veolia.

### Gestion de l'eau

#### Eau potable
Le service public d’eau potable est une compétence obligatoire des communes depuis  l’adoption de la loi du 30 décembre 2006 sur l’eau et les milieux aquatiques. La commune assurait jusqu'au 1er janvier 2017, la distribution de l'eau potable sur le territoire communal par contre la production de cette eau était effectuée sous la maîtrise d'ouvrage de la ville d'Orléans. La gestion de l’eau étant une compétence obligatoire des communautés urbaines et des métropoles, la communauté urbaine Orléans Métropole s'est substituée à la commune pour la mise en œuvre du service public d'eau potable lors de la transformation de la communauté d'agglomération Val de Loire en communauté urbaine le 1er janvier 2017, puis c'est la métropole Orléans Métropole qui a pris cette compétence le 1er mai 2017.
Jusqu'en 2008, la ville de Saint-Jean-de-la-Ruelle était alimentée en eau potable par quatre forages pompant l'eau dans la nappe souterraine des calcaires de Beauce : le forage Le Petit Saint Jean - F1, mis en service en 1932, le forage rue Henri Pavard - "Paul Bert" - F2, mis en service en 1957, le forage Les Chaises (Locy) - F3, mis en service en 1967, et le forage Les Salmoneries - les 10 Arpents - F4, mis en service en 1974. Mais l’eau fournie par ces forages présentait une teneur croissante en nitrates et dépassait les normes prescrites par la DDASS, de façon permanente sur deux forages. Par ailleurs, la ville n’ayant pas de solution interne de substitution , tous les forages étant condamnés car non protégeables, a fait appel à la ville d'Orléans et est alimentée depuis juillet 2008 par les forages du Val, au sud de la Loire. 1 200 000 m3 d'eau sont nécessaires pour alimenter la ville pendant un an. Les trois châteaux d'eau stéoruellans permettent une capacité de stockage pour les cas d’urgence de 6 000 m3.

#### Eaux usées
La compétence assainissement, qui recouvre obligatoirement la collecte, le transport et l’épuration des eaux usées, l’élimination des boues produites, ainsi que le contrôle des raccordements aux réseaux publics de collecte, est assurée  depuis le 1er janvier 2002 par la Communauté de l'Agglomération Orléans Val de Loire, puis le 1er janvier 2017 par la communauté urbaine et enfin depuis le 1er mai 2017 par Orléans Métropole.
Depuis le 1er mai 2016, Orléans Métropole exploite en régie directe les réseaux et ouvrages d'assainissement de 10 communes du territoire métropolitain, dont Saint-Jean-de-la-Ruelle, et d'une partie d'Orléans. Le réseau comprend un réseau unitaire (eaux usées + eaux pluviales) de 46 015 ml, un réseau séparatif eaux usées de 8 831 ml et un réseau d'eaux pluviales de 3 091 ml. Sur la commune, on  compte 9 stations de relevage pour les eaux usées. Ces stations peuvent contenir de une à quatre pompes  dont les puissances peuvent varier de 1,3 kW à 140 kW (soit de 3 l/s à 450 l/s).
Un zonage d'assainissement, qui délimite les zones d'assainissement collectif, les zones d'assainissement non collectif et le zonage pluvial a été réalisé par l’AgglO et a été approuvé par  délibération du  conseil de communauté du 15 avril 2004.
La commune est raccordée à la station d'épuration de La Chapelle-Saint-Mesmin. Cet équipement, dont la capacité est de 350 000 EH, le plus important sur le territoire d'Orléans Métropole, a été mis en service le 1er juin 1997 et son exploitation est assurée depuis mai 2016 par Véolia.

## Population et société

### Démographie
L'évolution du nombre d'habitants est connue à travers les recensements de la population effectués dans la commune depuis 1793. Pour les communes de plus de 10 000 habitants les recensements ont lieu chaque année à la suite d'une enquête par sondage auprès d'un échantillon d'adresses représentant 8 % de leurs logements, contrairement aux autres communes qui ont un recensement réel tous les cinq ans,.
En 2022, la commune comptait 16 608 habitants, en évolution de +1,9 % par rapport à 2016 (Loiret : +1,89 %, France hors Mayotte : +2,11 %).
| 1793 | 1800 | 1806 | 1821 | 1831 | 1836 | 1841 | 1846 | 1851 |
| ---- | ---- | ---- | ---- | ---- | ---- | ---- | ---- | ---- |
| 462  | 523  | 538  | 579  | 684  | 630  | 672  | 671  | 697  |

| 1856 | 1861 | 1866 | 1872 | 1876  | 1881  | 1886  | 1891  | 1896  |
| ---- | ---- | ---- | ---- | ----- | ----- | ----- | ----- | ----- |
| 802  | 832  | 909  | 968  | 1 057 | 1 231 | 1 309 | 1 360 | 1 366 |

| 1901  | 1906  | 1911  | 1921  | 1926  | 1931  | 1936  | 1946  | 1954  |
| ----- | ----- | ----- | ----- | ----- | ----- | ----- | ----- | ----- |
| 1 423 | 1 495 | 1 562 | 1 786 | 2 030 | 2 357 | 2 839 | 3 513 | 3 802 |

| 1962  | 1968   | 1975   | 1982   | 1990   | 1999   | 2006   | 2011   | 2016   |
| ----- | ------ | ------ | ------ | ------ | ------ | ------ | ------ | ------ |
| 8 042 | 12 620 | 16 359 | 17 062 | 16 335 | 16 560 | 16 414 | 16 680 | 16 298 |

| 2021   | 2022   | - | - | - | - | - | - | - |
| ------ | ------ | - | - | - | - | - | - | - |
| 16 594 | 16 608 | - | - | - | - | - | - | - |

## Économie
Le centre commercial, Aushopping Saint-Jean a été inauguré en 2015, mais l'ancien magasin est ouvert en 1971

## Culture locale et patrimoine

### Lieux et monuments

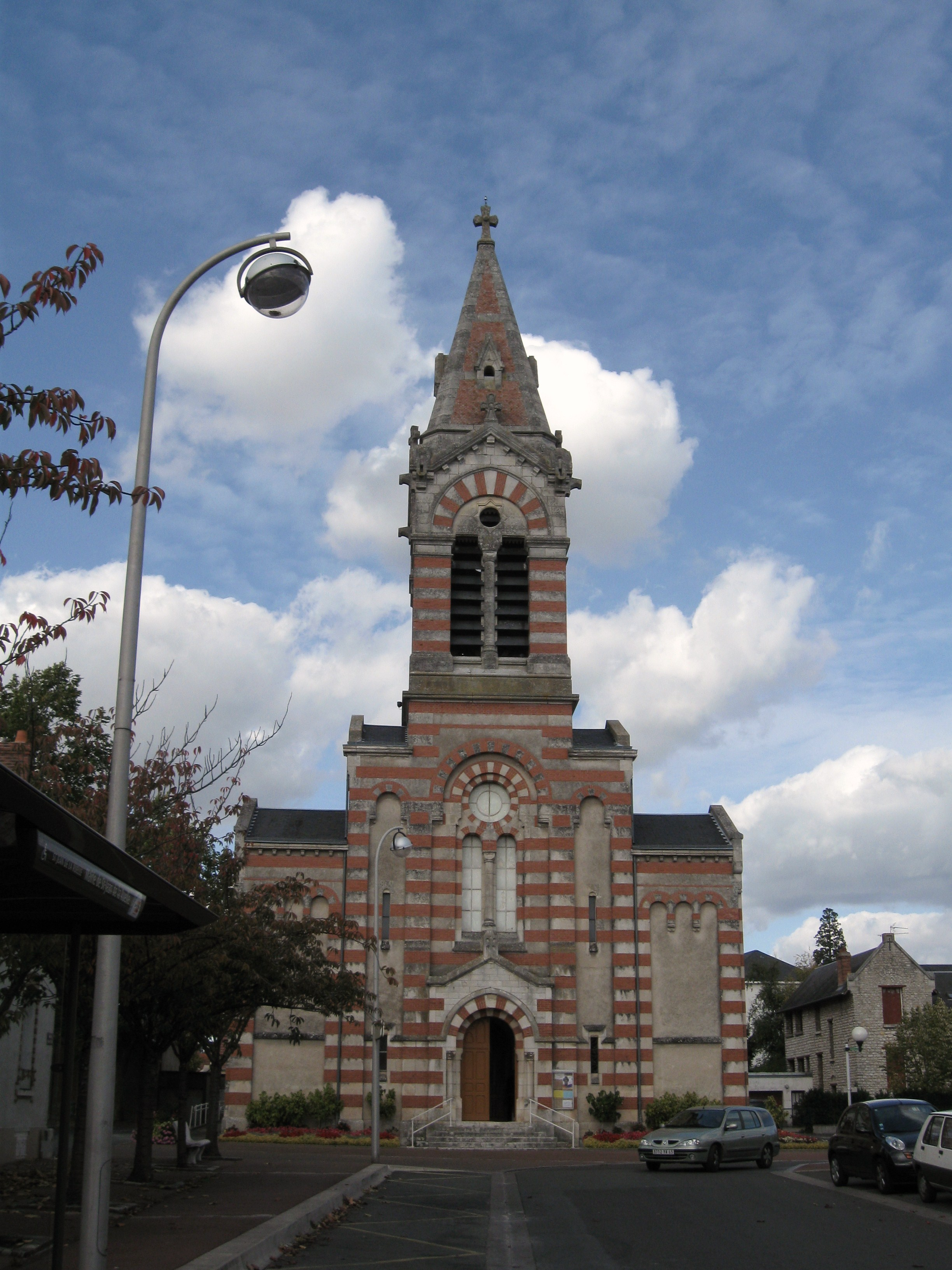
Vue de l'église Saint-Jean-Baptiste.

- L'église Saint-Jean-Baptiste, construite entre 1905 et 1906 et inaugurée le 28 octobre 1906.

Elle a succédé à une petite église du XVIe siècle qui était située rue de l'Abbé-de-l'Épée face à la rue du Vieux-Bourg, proche du cimetière actuel.
L'orgue romantique qui date de 1860 fut construit par le facteur Charles Beaurain. Après avoir appartenu au collège de Pontlevoy, il fut installé dans la chapelle du petit séminaire de La Chapelle-Saint-Mesmin en 1875.
Acheté par l'abbé Thénot, curé de la paroisse de Saint-Jean de la Ruelle, il fut remonté et rénové dans cette église en 1910 à la suite du vote de la loi de 1905 qui avait entraîné la fermeture du petit séminaire 4 ans auparavant. Il fut inauguré le 23 octobre 1910 par Arthur Berthier, organiste de la Cathédrale d'Orléans. Il fut électrifié en 1945 et restauré en 1992.
Pour son centenaire, en 2006, l'église Saint-Jean-Baptiste a été l'objet de travaux de restauration et d'embellissement qui ont vu notamment le déplacement de l'autel de pierre sis dans le chœur, le pavage de toute l'église, la réfection de la sacristie et d'un oratoire et la réalisation de trois nouveaux vitraux.
- Chapelle de l'Immaculée, construite en style néo-roman en 1891
- Le pont de l'Europe est un pont en arc bowstring incliné. Il franchit la Loire dans l’agglomération orléanaise entre Saint-Jean-de-la-Ruelle au nord et Saint-Pryvé-Saint-Mesmin, au sud. Il fut inauguré le 20 novembre 2000 en présence du Premier Ministre Lionel Jospin[97].

### Culture
- Le Grand Unisson, festival de musique organisé vers la mi-juin depuis 1990.

### Personnalités liées à la commune
- Philippe Bertrand (1949-2010), dessinateur, est né à Saint-Jean-de-la-Ruelle.
- Aly Cissokho (1987-), footballeur international français qui évolue au poste de défenseur à Antalyaspor.
- Dosseh (1985-), rappeur français d'origine camerounaise et togolaise.
- Christophe Bodard (1963-), caricaturiste français, a vécu à Saint-Jean-de-la-Ruelle.

### Héraldique
| Blason de Saint-Jean-de-la-Ruelle | Les armes de Saint-Jean-de-la-Ruelle se blasonnent ainsi : De sinople à la cotice en barre d'argent accompagnée en chef d'une roue dentée de huit pièces du même et en pointe d'une grappe de raisin stylisée de pourpre feuillée de deux pièces d'or ; à la champagne du dernier chargée d'une devise d'azur. |